# Micheline Rozan
Pour les articles homonymes, voir Rozan (homonymie).
Micheline Rozan, née le 11 septembre 1928 à Paris et morte le 7 septembre 2018 dans cette même ville, est une productrice de théâtre française. 
Avec Peter Brook et le Centre international de recherche théâtrale, elle redonne vie au Théâtre des Bouffes-du-Nord en 1974.

## Biographie
Micheline Marianne, Jeannine Rozan naît le 11 septembre 1928 à Paris. Son père était un juif qui s'est converti au catholicisme lorsqu'il était au front pendant la Première Guerre mondiale. La famille est arrêtée le 25 septembre 1943 à Antibes par la Gestapo, car toujours considérée comme juive par les nazis. Le père est déporté à Auschwitz via Drancy et meurt à Auschwitz.
Elle est sauvée par Yvonne Patras de Campaigno, Juste parmi les nations.
Au lendemain de la Seconde Guerre mondiale, Micheline Rozan alors toute jeune vit de petits boulots. En 1947, elle est engagée par le CROUS pour animer et diriger le bureau d’accueil des étudiants étrangers qui arrivent de nouveau dans la capitale. À ce poste, elle organise des sessions dites culturelles au Manoir de Boncourt, à 80 km de Paris, près d’Anet. Ces sessions mêlent lors de week-ends étudiants et grandes personnalités artistiques, intellectuelles ou de la presse. C'est à cette occasion qu'elle rencontre Jean Vilar juste après qu'il eut créé le Festival d’Avignon. Quelques mois après, il prend la direction du Théâtre national populaire. Micheline Rozan fait alors une candidature spontanée pour le rejoindre. Sa candidature acceptée, de 1952 à 1957, elle est à la tête du secrétariat général du TNP. De cette période, elle voit passer de futurs grands noms: Gérard Philipe, Maria Casarès, Alain Cuny, Monique Chaumette, Silvia Monfort, Geneviève Page, Georges Wilson, Philippe Noiret, Jean-Pierre Darras, Daniel Sorano…
Après cinq ans de collaboration avec Jean Vilar, elle devient agente en rejoignant la plus importante agence française CIMURA, elle-même reliée à la plus importante agence américaine MCA. Elle n'a alors que 29 ans.
Dans sa nouvelle fonction, elle lance les carrières artistiques d'une toute nouvelle génération d'acteurs et d'actrices : Jean-Paul Belmondo à peine sorti du Conservatoire, Annie Girardot, Jeanne Moreau, Marie Bell, Maria Casarès ; et elle relance la carrière de Catherine Ribeiro. 
Amie intime du couple formé par Albert Camus et Maria Casarès, elle aide activement l'auteur dans la création au Théâtre Antoine de son adaptation des Possédés de Dostoïevsky. Le soir de la première, elle reçoit des fleurs de Camus avec un mot : « Les Possédés vous doivent de voir le jour. Sachez que je ne l’oublierai pas. Votre ami A.C. » Albert Camus souhaite ensuite concrétiser un vieux rêve, avoir son propre théâtre dans Paris. Micheline Rozan fait jouer alors ses relations avec le Tout-Paris pour l'aider dans sa recherche. Mais le projet est brutalement interrompu le 4 janvier 1960 par la mort dans un accident de la route d'Albert Camus. Micheline Rozan a la lourde tâche d'annoncer la tragique nouvelle du décès à Maria Casarès.
En 1963, Micheline Rozan fonde sa propre agence après avoir vu les méthodes en cours aux États-Unis. Elle produit notamment La Reine verte de Maurice Béjart ; Une Histoire immortelle, film d’Orson Welles avec Jeanne Moreau ; et L’Aide-mémoire, première pièce de Jean-Claude Carrière.
En 1970, elle est appelée par Peter Brook avec qui elle avait déjà fait connaissance en 1956, pour rouvrir le théâtre des Bouffes-du-Nord. Elle codirige les Bouffes-du-Nord jusqu’en 1997, en association avec lui et Jean-Claude Carrière. Ensemble, ils font de ce théâtre tombé dans l'oubli un lieu de création de renommée mondiale. Pour cela, elle reçoit en 1993 le Prix Arletty de la participation au rayonnement du théâtre. Ils passent le relais en 2010 à Olivier Mantei et Olivier Poubelle.

## Honneurs
Elle reçoit le Prix Arletty de la participation au rayonnement du théâtre en 1993.
Elle est faite commandeur le 11 décembre 1997.
Elle est faite Commandeur dans l'ordre national du Mérite en 2006.
Elle devient Commandeur de la Légion d'honneur en 2015.